# Basilique de l'Assomption-de-la-Sainte-Vierge-Marie de Brno
La basilique de l'Assomption-de-la-Sainte-Vierge-Marie, au sein de l'abbaye Saint-Thomas de Vieux-Brno est un édifice religieux catholique située à Brno, en Moravie (République tchèque), sur la place Mendelovo (nommée en hommage à Gregor Mendel) dans le quartier de Vieux-Brno, Brno-centre.
L'église a été fondée en 1323 par la reine tchèque Eliška Rejčka (Élisabeth Ryksa), princesse de la Maison royale polonaise (petite fille du roi Valdemar Ier de Suède), veuve du roi tchèque (bohémien) Václav II et veuve du Rodolphe Ier de Bohême. L'église du monastère du Vieux-Brno représente, aujourd’hui gothique originaire la mieux conservée que l'on appelle gothique en brique haute-silésienne. L’intérieur de basilique a été restauré en style baroque. Sur le maître-autel il y a une icône de la Sainte Vierge, considérée comme une œuvre d'art de premier ordre. Il s’agit d’un don de l'empereur Charles IV à l'ordre de Saint-Augustin. La reine Élisabeth y avait fondé primitivement un convent de cisterciences.

## Galerie de photographies

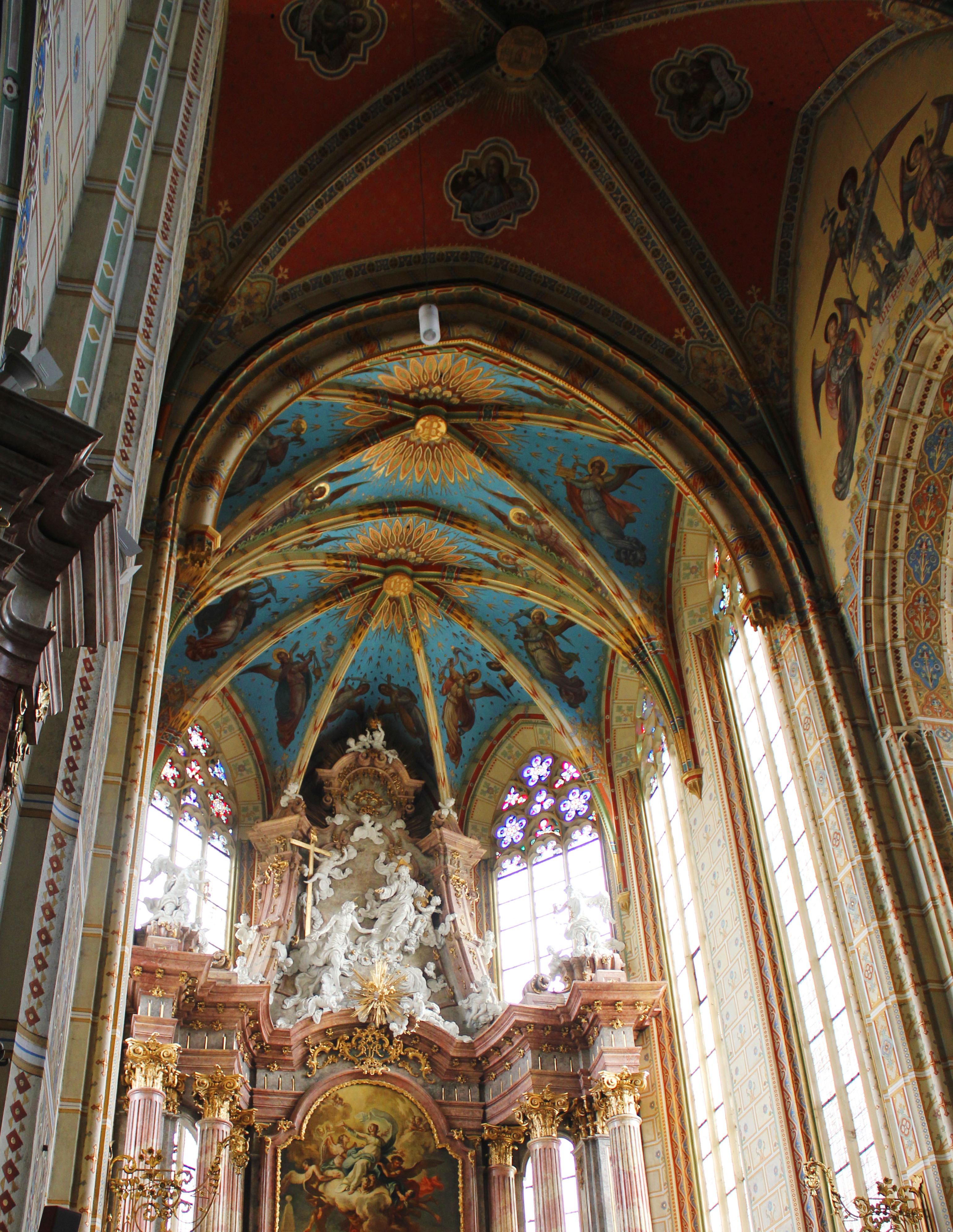
Vitraux et chœur.
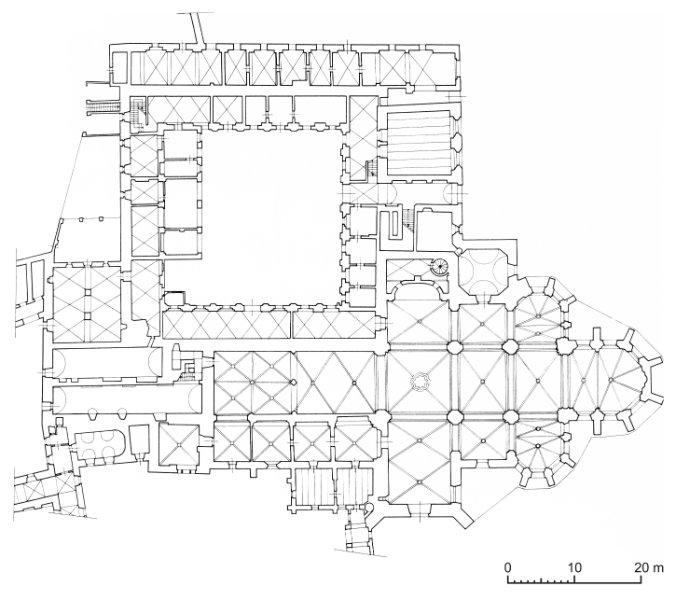
Plan de la basilique.
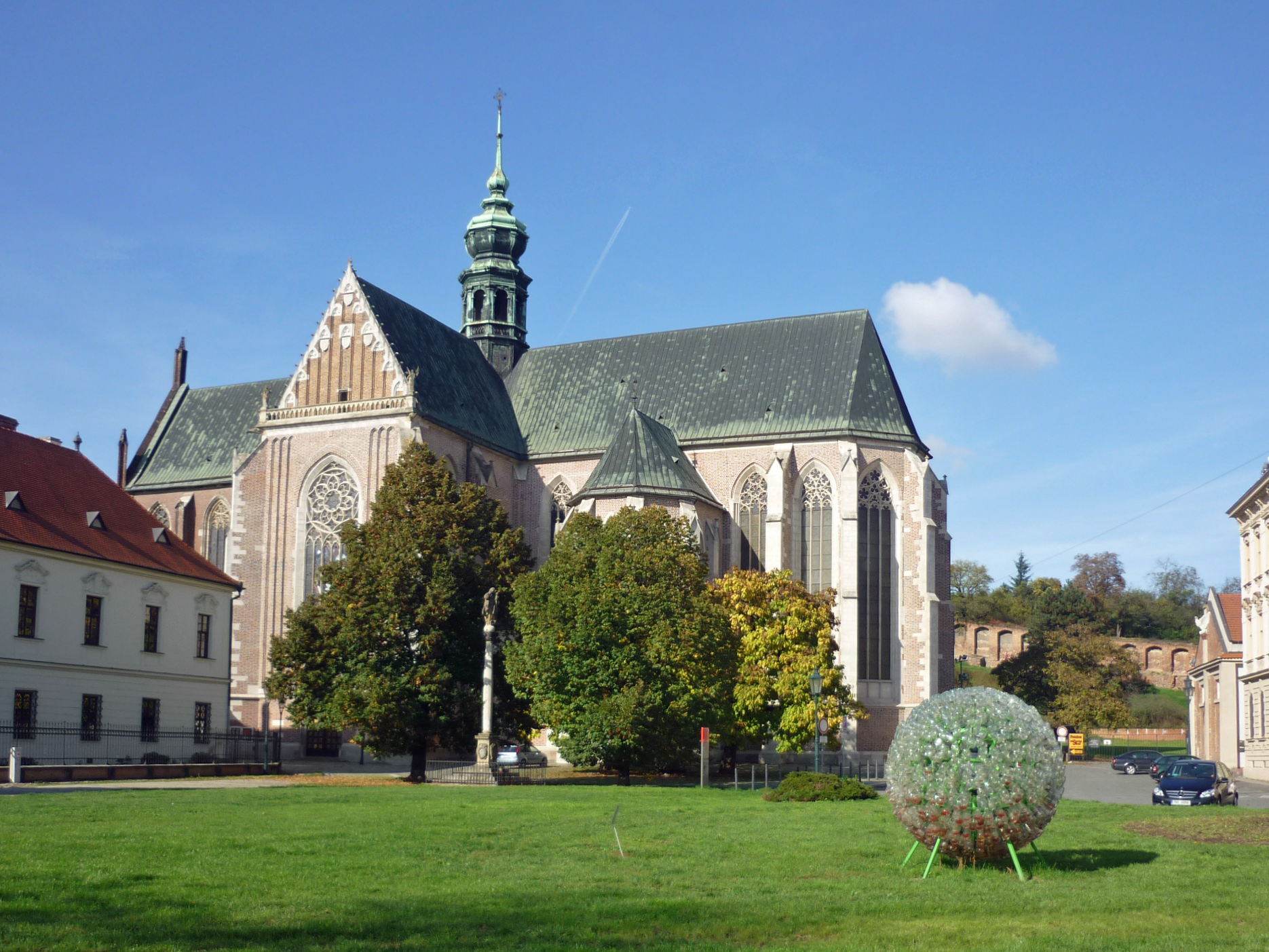
Façade sud de Basilique de l'Assomption-de-la-Sainte-Vierge-Marie.
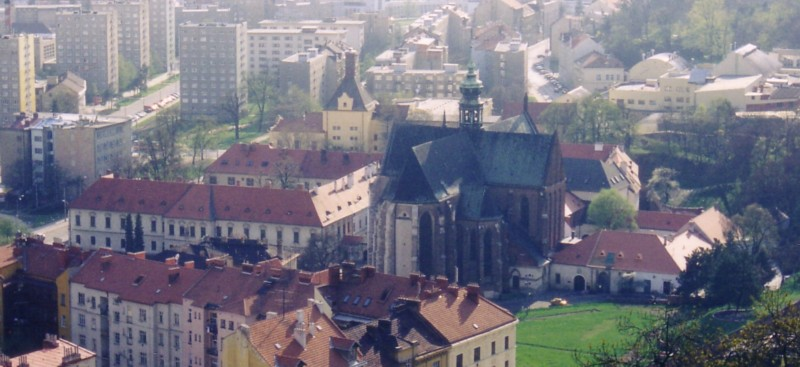
Vue d'ensemble de la basilique.
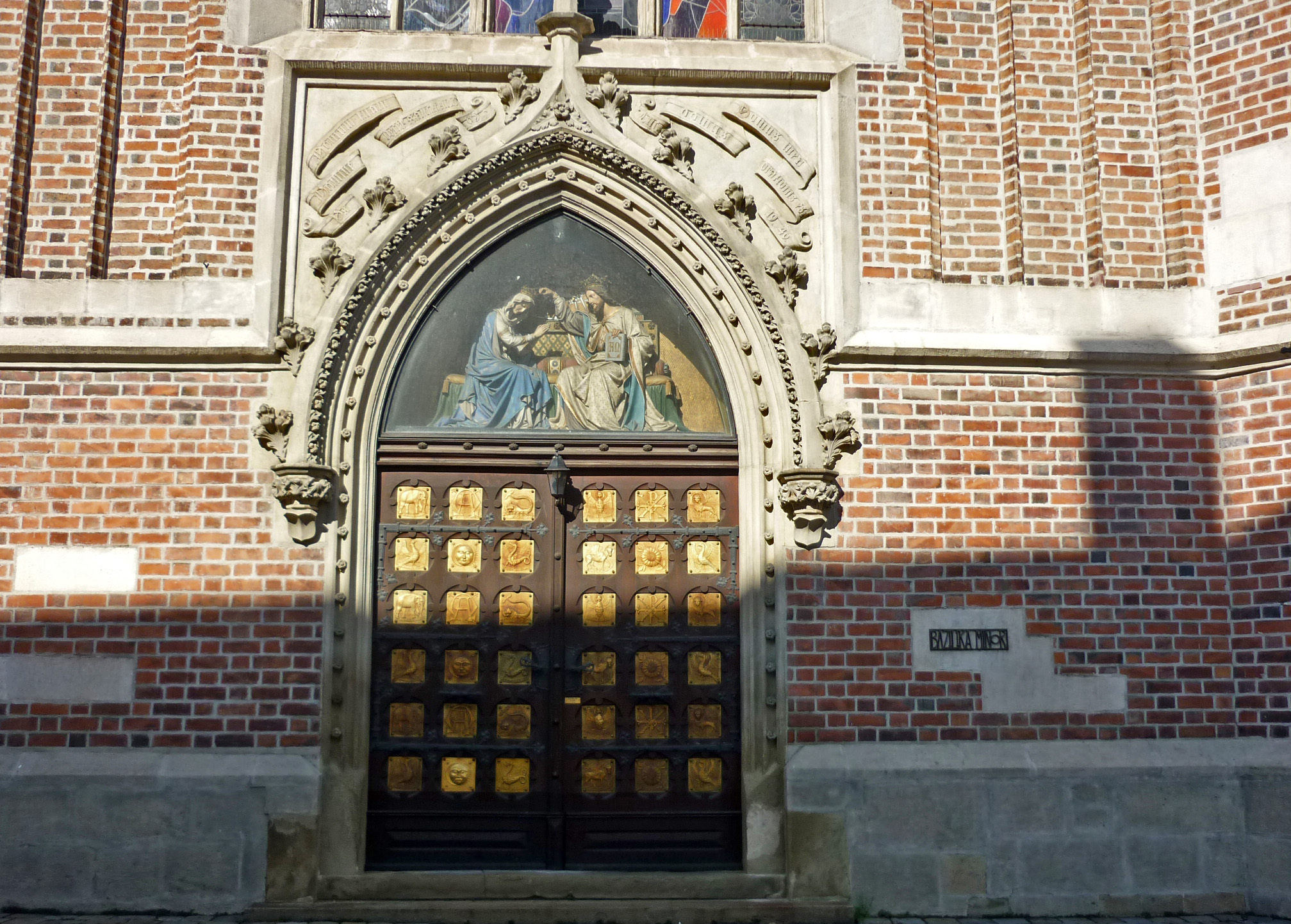
Vue d'ensemble du portail néo-gothique.
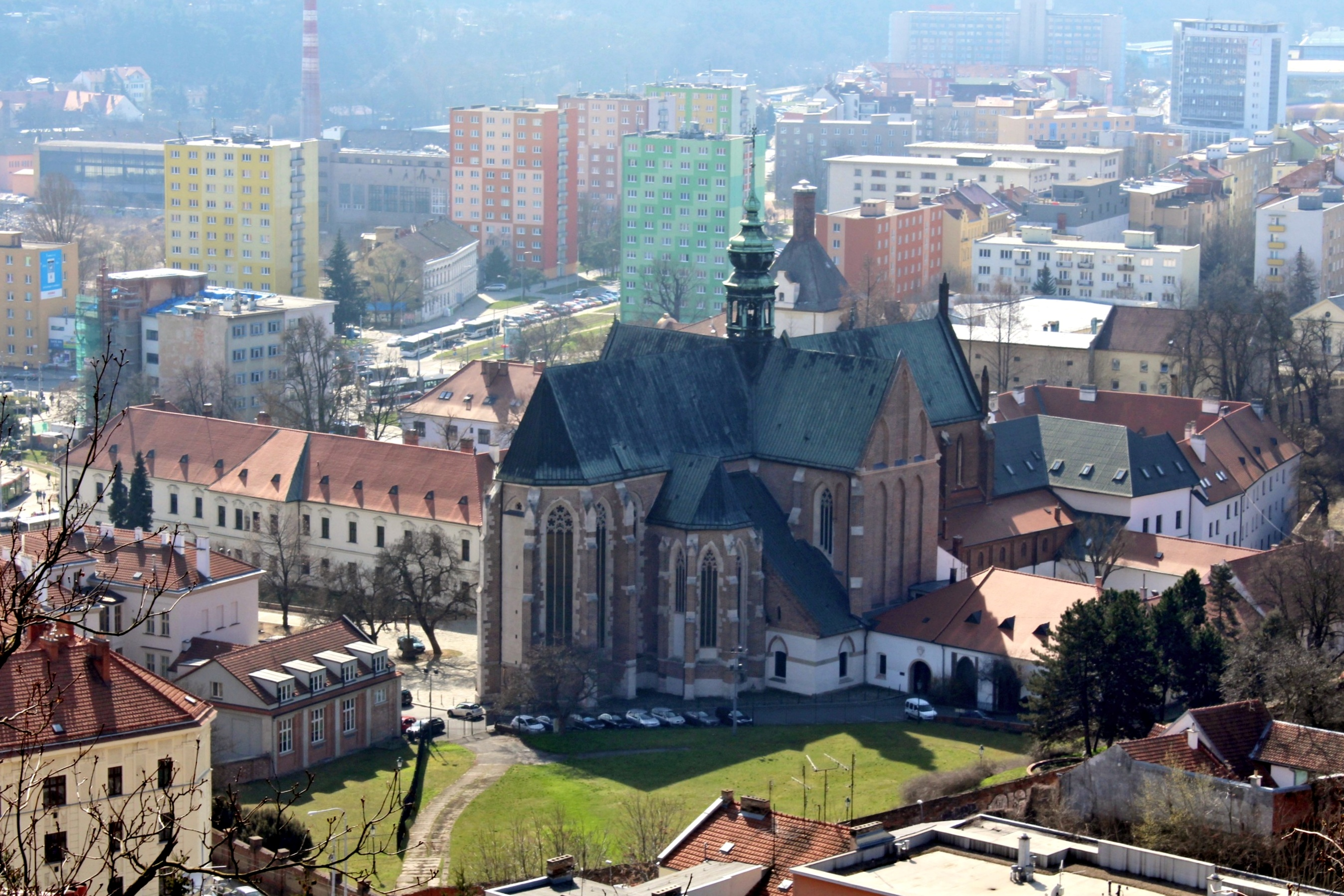
Vue d'ensemble de la basilique.
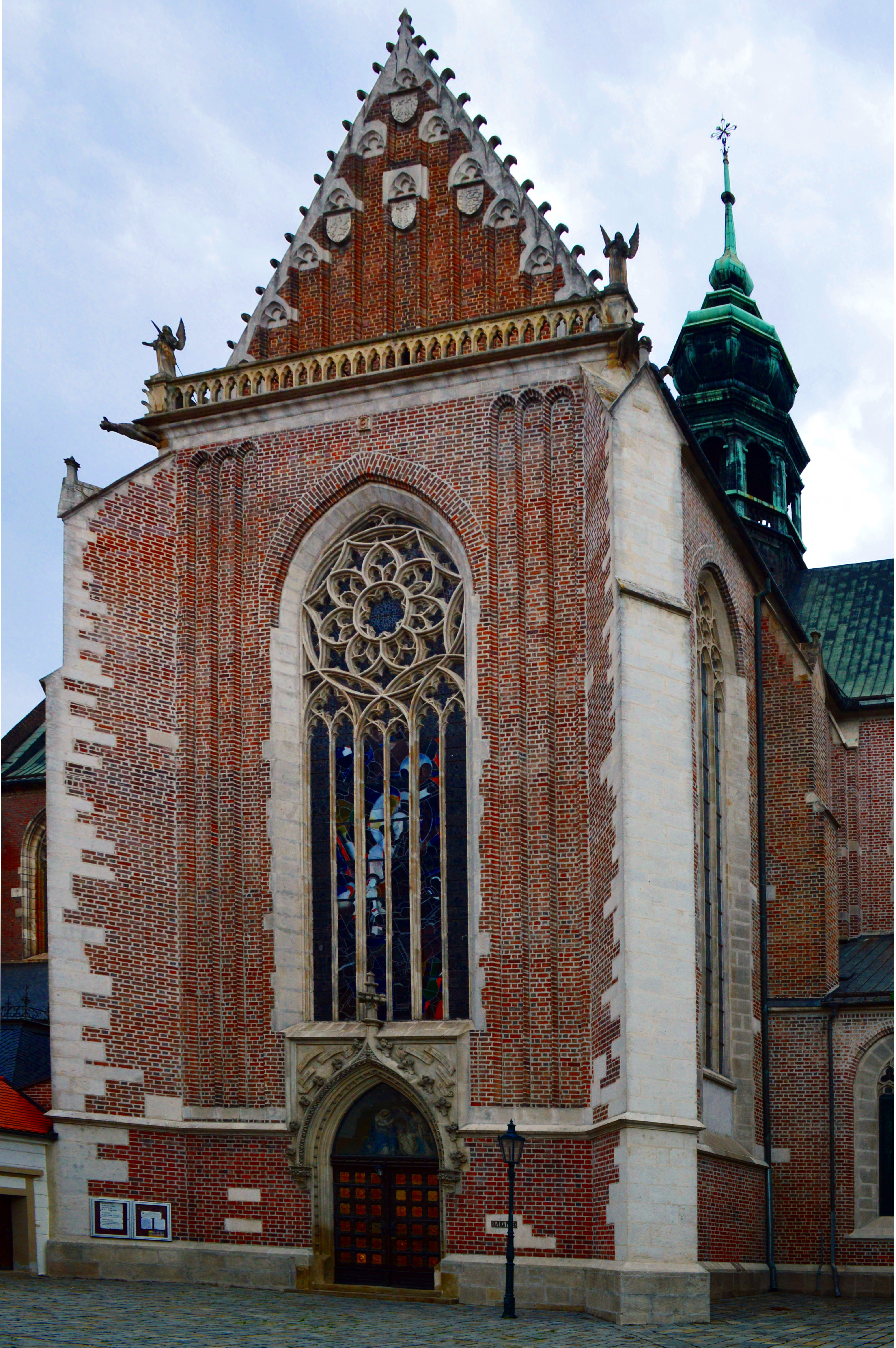
La façade et sa rosace (XVIe siècle).
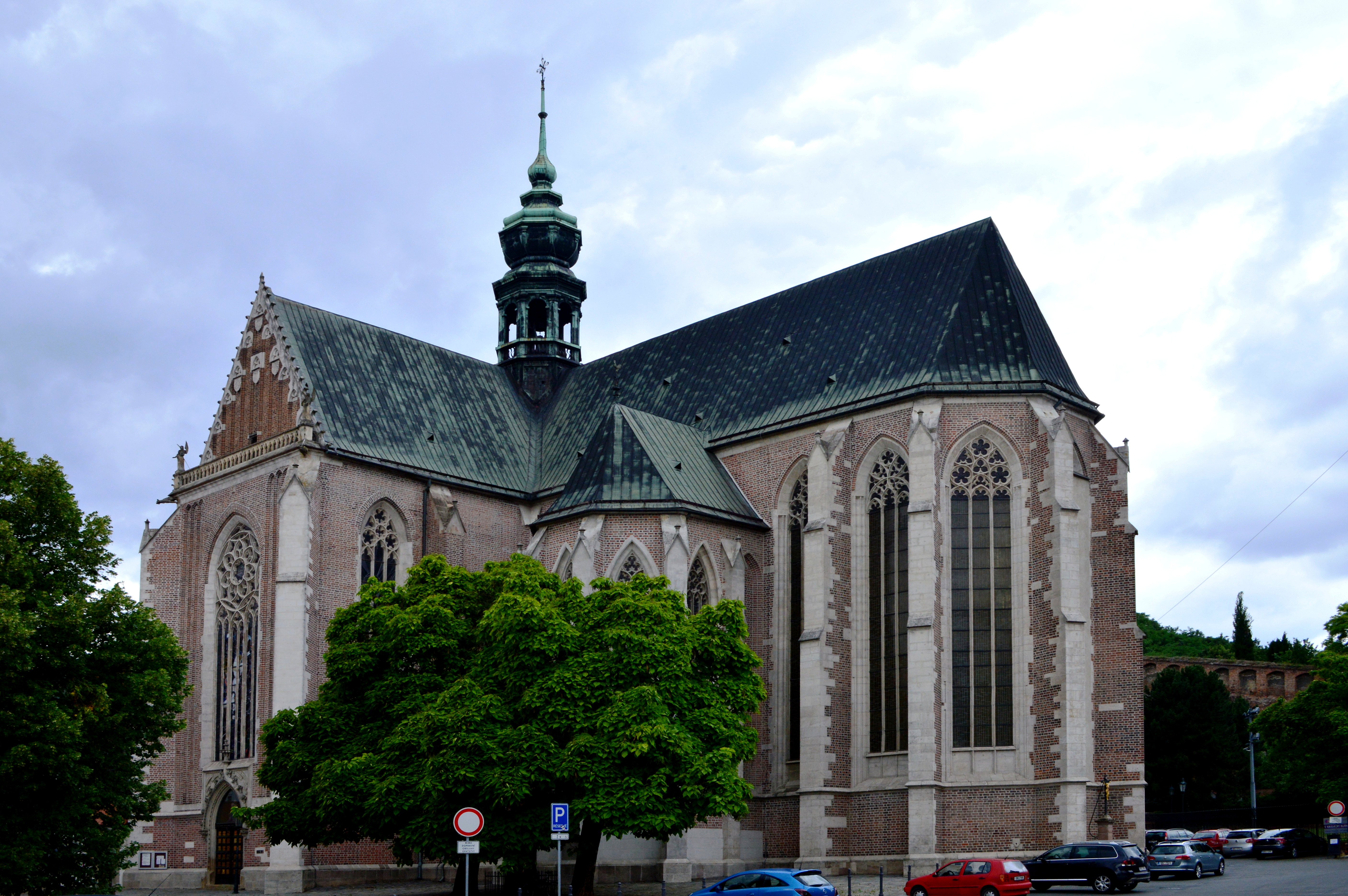
Calvaire Poloplastika (1519).
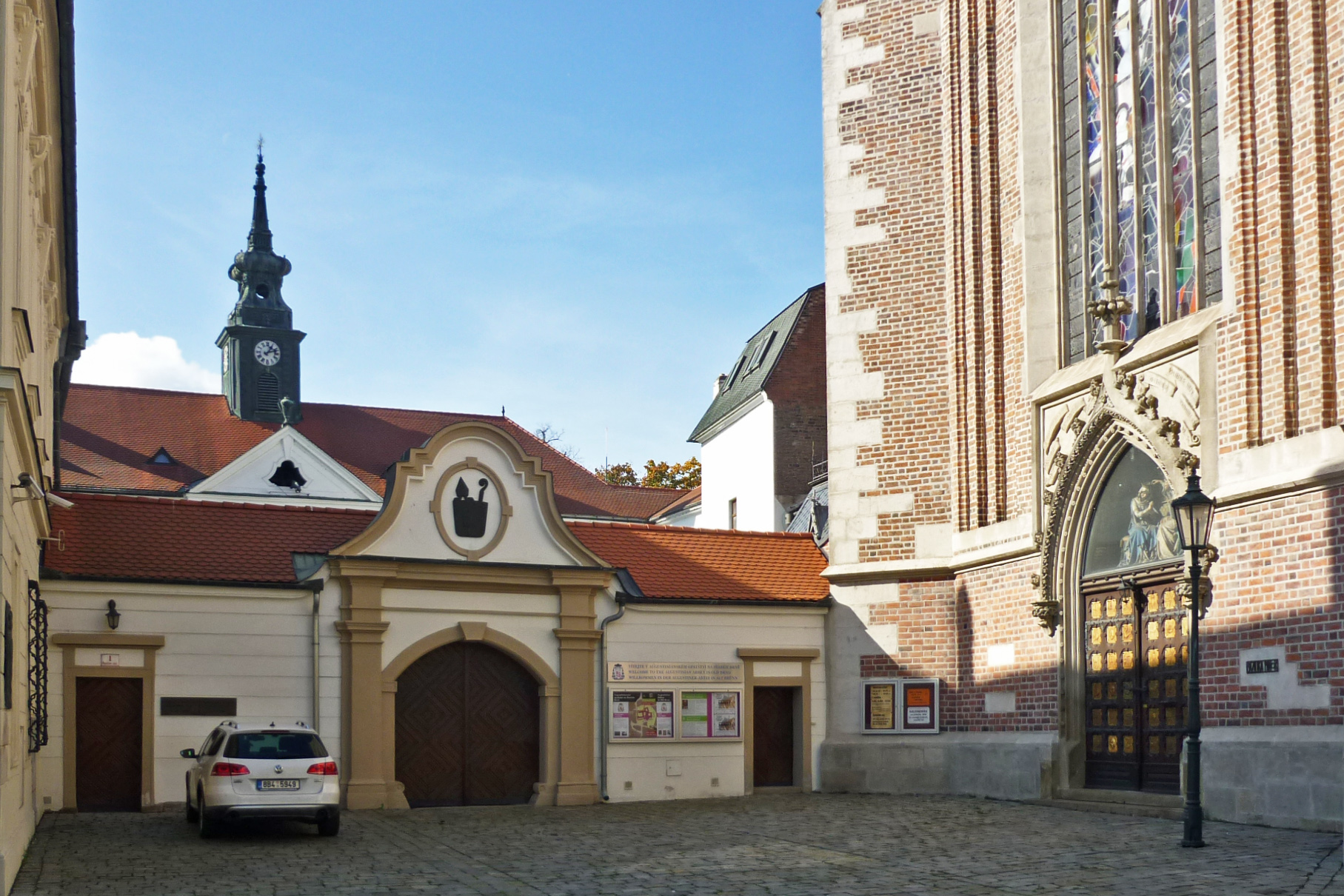
Palais abbatial construit au XVIIIe siècle.
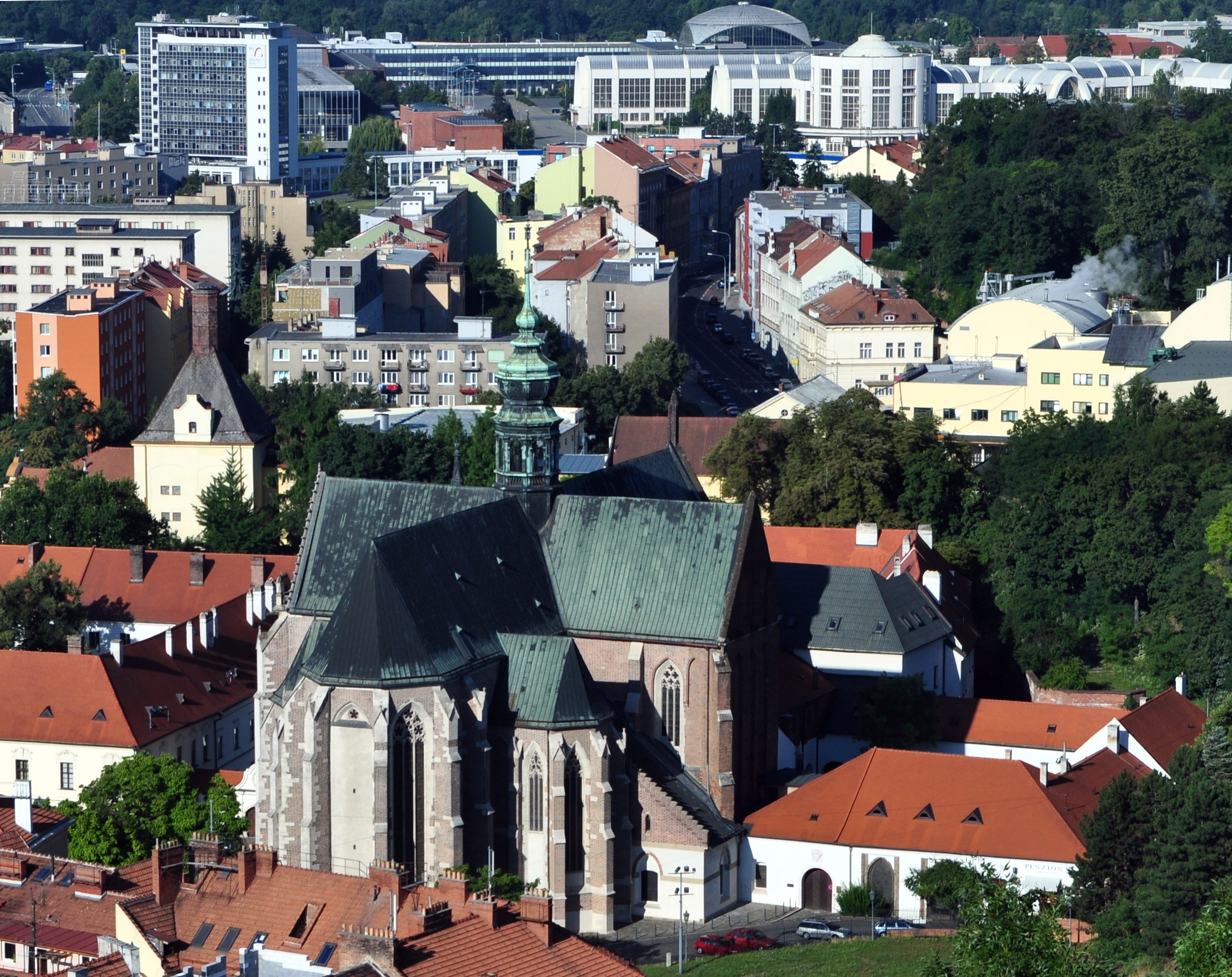
Vue d'ensemble de la basilique de la forteresse du Spielberg.
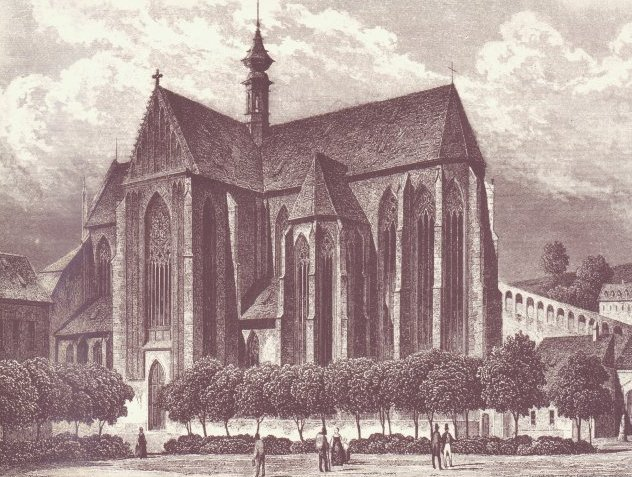
Cénotaphe de Jean-Louis Raduit de Souches (1727).
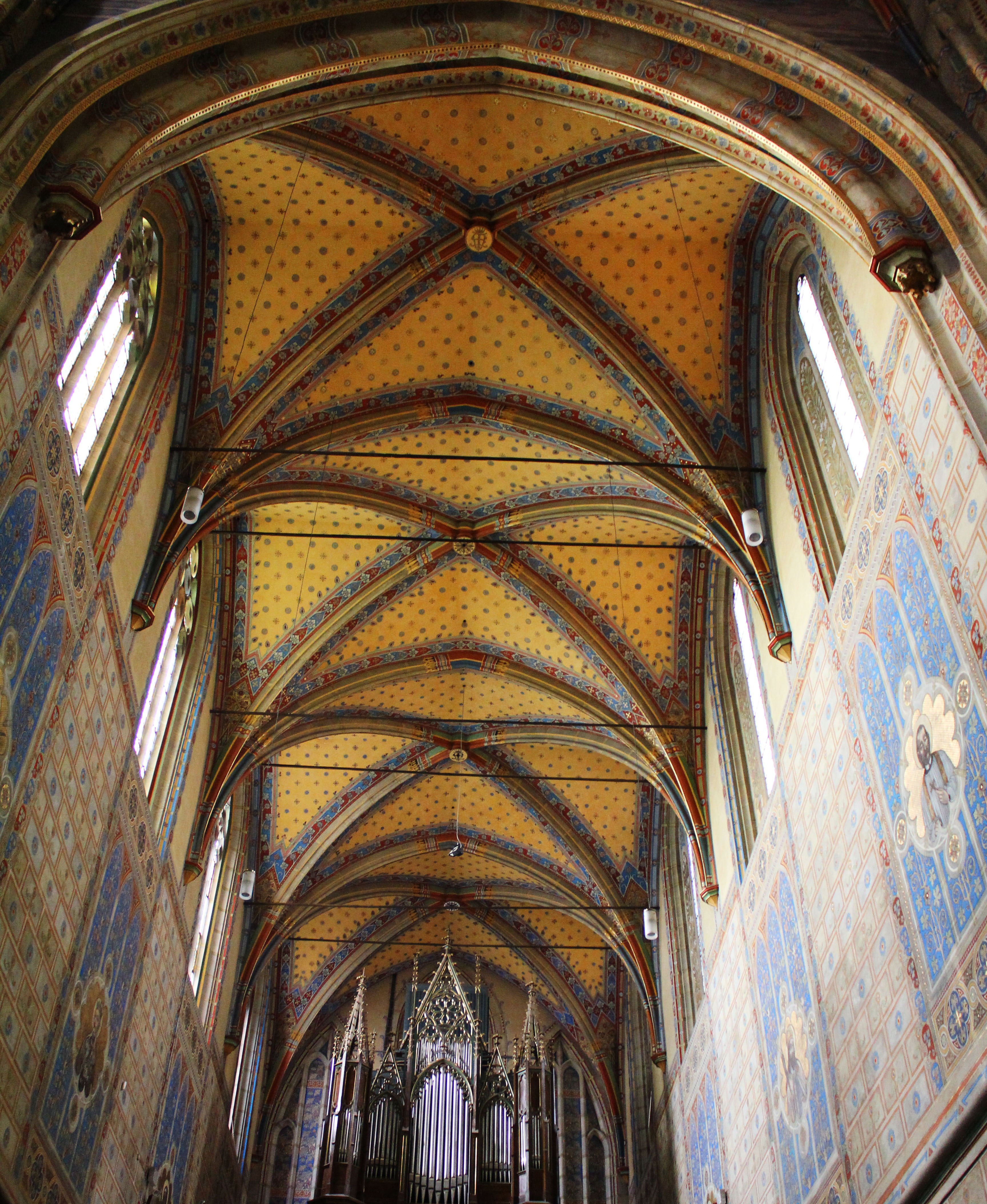
Orgue.